# Xfea2
Xfea2 (léase "Porfiados") fue una telenovela juvenil chilena del canal Mega emitida entre el 14 de septiembre de 2004 y el 8 de febrero de 2005. Dirigida por Álex Hernández y escrita por Mateo Iribarren, León Murillo, Rodrigo González y Francisca Fuenzalida.
En su elenco combinaba actores conocidos, como Ana María Gazmuri, Renato Munster y Fernando Alarcón, con figuras juveniles del momento como Carla Jara, Philippe Trillat, Magdalena de la Paz, entre otros.
Debido al éxito en sintonía alcanzado durante los primeros meses, que incluso llevó a Bresler a lanzar un helado relacionado con la teleserie, se decidió aumentar la cantidad de capítulos. A la historia se agregaron flashbacks y se incorporaron al elenco los actores Nelly Meruane, Andrés Gómez y Araceli Vitta, y la ganadora del concurso Miss 17 Paula Díaz. Sin embargo, iniciado el verano de 2005 el índice de audiencia disminuyó considerablemente.

## Trama
En la Universidad El Sol, las guapas estudiantes solo piensan en seducir a los integrantes del equipo de rugby, y menoscabando a quienes destacan en sus estudios, solo por ser físicamente poco atractivos. Es por esto que los llamados nerds recurrirán al profesor de ciencias Victor Zagall (Ramón Llao) para que les desarrolle una pócima mágica y así hacerlos más guapos.
Por su parte, Zagall esconde su rostro bajo una máscara ya que esconde las cicatrices que le dejó un incendio causado por Germán Carranza (Renato Munster), decano de la Facultad de Ciencias, para quedarse con el amor de Perla Montero (Ana María Gazmuri).

## Elenco
- Philippe Trillat como Felipe Rosales.
- Carla Jara como Colomba Carranza / Colomba Zagal.
- Sergio Aguirre como Roger Brown.
- Ramón Llao como Dr. Víctor Zagal.
- Ana María Gazmuri como Perla Montero.
- Renato Münster como Germán Carranza.
- Claudio Olate como Sebastián Castillo.
- Alejandro Desperbasques como Federico Contreras.
- Alejandra Dueñas como Bárbara Cespedes.
- Luis Corvalán como Ricardo Cruchaga.
- Guido Vecchiola como Aquiles Carranza.
- Magdalena de la Paz como Raquel Aguirre.
- Elvira Cristi como Catalina Briones.
- Fernando Alarcón como Renato Vercucci.
- Felipe Armas como Aníbal Cruchaga.
- Sebastián Dahm como Rubén Ramírez.
- Nicole Andreu como Flavia Castro.
- Óscar Garcés como Gabriel Quinteros.
- Luis Dubó como El Ramazzoti.
- Teresa Hales como Pandita Flores.
- Loreto González como Amalia Cruchaga.
- María Isabel Indo como Tamara Rojas.
- Francisca Marín como Lucero Velasco.
- Eduardo Mujica como Alex Farías.
- Nicole Pérez como Daniela Morgado.
- Monserrat Torrent como Pamela Lisboa.
- Elena Muñoz como Clara Bengoechea.
- Eliana Palermo como Leontina Correa.
- Sebastián Holthever como Ignacio Cruchaga.
- Sebastián Layseca como Toño "El Vengador Solitario".
- Francisco Acuña como Casimiro Mateluna.
- Diego Bustos como Carranza junior.
- María Paz Jorquiera como Isabel Buenaventura.
- Francisca Andler como Perla Montero (joven).
- Kishan Dadlani como Ramesh.
- Nelly Meruane como Lidia.
- Andrés Gómez como Victor Zagall (joven).
- Aracelli Vitta como Sonia Naranjo.
- José Luis Briceño como Bruno Montealegre.
- Paula Díaz como La Peque.
- Gabriel Benni como Guissepe.
- Alberto Zeiss como Pablo Bravo.
- Alejandro Montes como Andy.
- Alexander Urcullu como Rolando Aguilera.
- Violeta Vidaurre como María.
- Kike Morandé como Armando Quinteros.
- José Miguel Viñuela como Teniente Malone.
- Alejandro Arriagada como Marduk.
- Andrea Eltit como Maggie.
- Aldo Parodi como Señor Yang.
- César Armazán como Barrabás Collins.